# 马库鲁雷
马库鲁雷是巴西巴伊亚州的一个市镇。总面积2278.726平方公里，总人口9955人，人口密度4.4人/平方公里。